# Премия «Гойя» за лучшую музыку
Премия «Гойя» за лучшую музыку (исп. Premio Goya a la mejor música original) — одна из наград на Кинопремии Гойя.
В таблице приведён список всех победителей получившие Премию «Гойя» за лучшую музыку с момента основания этой категории с 1987 года.
Лидерами по количестве статуэток являются Альберто Иглесиас — 10 статуэток, Хосе Ньето — 6 и Роке Баньос — 2.

## Победители
| Год  | Композитор | Название фильма                          | Оригинальное название                           |
| ---- | --- | ---------------------------------------- | ----------------------------------------------- |
| 2015 | Хулио де ла Роса | Миниатюрный остров                       | La isla mínima                                  |
| 2014 | Пэт Мэтини | Легко живётся с закрытыми глазами        | Vivir es fácil con los ojos cerrados            |
| 2013 | Альфонсо Вилальонга | Белоснежка                               | Blancanieves                                    |
| 2012 | Альберто Иглесиас | Кожа, в которой я живу                   | La piel que habito                              |
| 2011 | Альберто Иглесиас | Они продают даже дождь                   | También la lluvia                               |
| 2010 | Альберто Иглесиас | Разомкнутые объятия                      | Los abrazos rotos                               |
| 2009 | Роке Баньос | Убийства в Оксфорде                      | Los crímenes de Oxford                          |
| 2008 | Роке Баньос | 13 роз                                   | Las 13 rosas                                    |
| 2007 | Альберто Иглесиас | Возвращение                              | Volver                                          |
| 2006 | Хуан Антонио Лейва Магда Роза Галван Хосе Луис Гарридо Экис Альфонсо Дайан Абад Descemer Bueno Кики Феррер Кельвис Очоа | Гаванский блюз                           | Habana Blues                                    |
| 2005 | Алехандро Аменабар | Море внутри                              | Mar adentro                                     |
| 2004 | Хуан Бардем | Южнее Гранады                            | Al sur de Granada                               |
| 2003 | Альберто Иглесиас | Поговори с ней                           | Hable con ella                                  |
| 2002 | Альберто Иглесиас | Люсия и секс                             | Lucía y el sexo                                 |
| 2001 | Хосе Ньето | Я знаю, кто ты                           | Sé quién eres                                   |
| 2000 | Альберто Иглесиас | Всё о моей матери                        | Todo sobre mi madre                             |
| 1999 | Альберто Иглесиас | Любовники полярного круга                | Los amantes del círculo polar                   |
| 1998 | Эва Ханседо | Счастливая звезда                        | La buena estrella                               |
| 1997 | Альберто Иглесиас | Земля                                    | Tierra                                          |
| 1996 | Бернардо Бонецци | Никто не расскажет о нас, когда мы умрём | Nadie hablará de nosotras cuando hayamos muerto |
| 1995 | Хосе Ньето | Турецкая страсть                         | La pasión turca                                 |
| 1994 | Альберто Иглесиас | Рыжая белка                              | La ardilla roja                                 |
| 1993 | Хосе Ньето | Маэстро шпаги                            | El maestro de esgrima                           |
| 1992 | Хосе Ньето | Сама естественность                      | Lo más natural                                  |
| 1991 | Хосе Ньето | Король изумлённый                        | El rey pasmado                                  |
| 1990 | Пако Де Лусия | Монтойя и Тарано                         | Montoyas y Tarantos                             |
| 1989 | Кармело Бернаола | Пасодобль                                | Pasodoble                                       |
| 1988 | Хосе Ньето | Живой лес                                | El bosque animado                               |
| 1987 | Milladoiro | Полнеба                                  | La mitad del cielo                              |

## Композиторы с большим количеством статуэток
- 10 статуэток: Альберто Иглесиас, из 12 номинаций
- 6 статуэток: Хосе Ньето[англ.], из 11 номинаций
- 2 статуэтки: Роке Баньос, из 7 номинаций